# Vickers Vernon
Die Vickers Vernon war ein Transportflugzeug der Royal Air Force in den 1920er Jahren. Sie wurde von Vickers Aviation Ltd. aus der Vimy Commercial entwickelt und konnte elf vollausgerüstete Soldaten transportieren. Die Vernon Mk.I hatte zwei Rolls-Royce Eagle-VIII-Motoren mit 360 PS, die Mk.II und die Mk.III den Napier-Lion-II-Motor mit 450 PS.

## Einsatz
Die Vernon wurde nur bei der 45 und der 70 Squadron der RAF in Mesopotamien von Anfang 1922 bis Anfang 1927 eingesetzt. Ihr Ersatz erfolgte durch die Vickers Victoria. Bei der 45 Squadron wurde die Vernon Ende 1922 auf Betreiben des damaligen kommandierenden Offiziers, Squadron Leader A. T. Harris, mit Stahlschienen unter den Tragflächen versehen, damit die Vernon auch als Bomber eingesetzt werden konnte. In dieser Konfiguration trug sie zehn 112 lbs (51 kg) Bomben.
Bis Ende 1926 wurde die Vernon als Postflugzeug auf der Strecke Kairo-Bagdad von der RAF verwendet.

## Produktion
Abnahme der Vickers Vernon durch die RAF:
| Version | 1921 | 1922 | 1923 | 1924 | 1925 | Summe |
| ------- | ---- | ---- | ---- | ---- | ---- | ----- |
| Mk.I    | 10   | 10   |      |      |      | 20    |
| Mk.II   |      | 10   | 15   |      |      | 25    |
| Mk.III  |      |      |      |      | 10   | 10    |
| Summe   | 10   | 20   | 15   | 0    | 10   | 55    |

## Technische Daten (Vernon Mk.III)
| Kenngrößen            | Daten                                                      |
| --------------------- | ---------------------------------------------------------- |
| Besatzung             | 3 Mann                                                     |
| Passagiere            | 11 vollausgerüstete Soldaten                               |
| Länge                 | 13,00 m                                                    |
| Spannweite            | 20,50 m                                                    |
| Höhe                  | 4,65 m                                                     |
| Flügelfläche          | 123,5 m²                                                   |
| Leermasse             |                                                            |
| Startmasse            |                                                            |
| Nutzlast              | 1268 kg                                                    |
| Höchstgeschwindigkeit | 190 km/h                                                   |
| Dienstgipfelhöhe      |                                                            |
| Reichweite            | 805 km                                                     |
| Triebwerke            | zwei 12-Zylinder-W-Motoren Napier Lion II, 331 kW (450 PS) |
| Bewaffnung            | ohne, bis zu 1123 kg Bomben unter den Tragflächen          |